# デス・オブ・スーパーマン (アニメ)
『デス・オブ・スーパーマン』（英: The Death of Superman）は、DCコミックスから1992年に出版されたアメリカン・コミックス『スーパーマン』のエピソード「デス・オブ・スーパーマン」を原作とするOVA。DCユニバース・アニメイテッド・オリジナル・ムービーズとしては32作目の映像作品で、2018年7月24日に発売された。2019年には続編となる『レイン・オブ・ザ・スーパーメン』が発売された。日本では2019年4月17日に発売された。

## キャスト
| - スーパーマン - ジェリー・オコンネル - ロイス・レイン - レベッカ・ローミン - レックス・ルーサー - レイン・ウィルソン - バットマン - ジェイソン・オマラ - ワンダーウーマン - ロザリオ・ドーソン - アクアマン - マット・ランター - サイボーグ - シェマー・ムーア - フラッシュ - クリストファー・ゴーラム - グリーンランタン - ネイサン・フィリオン - マーシャン・マンハンター - ニャンビ・ニャンビ - ジョナサン・ケント - ポール・エイディング - マーサ・ケント - ジェニファー・ヘイル - ジョン・ヘンリー・アイアンズ - クレス・ウィリアムズ - ハンク・ヘンショウ - パトリック・ファビアン | - ジミー・オルセン - マックス・ミッテルマン - ペリー・ホワイト - ロッキー・キャロル - スティーブ・ロンバード - マックス・ミッテルマン - キャット・グラント - トクス・オラガンドアイ - ビッボ・ビボウスキー - チャールズ・ハルフォード - ダン・ターピン - リック・パスクアロン - マギー・ソーヤー - アマンダ・トループ - ブッカー市長 - ジョナサン・アダムズ - サイラス・ストーン - ロッキー・キャロル - ジャネット・クライバーン - ジェニファー・ヘイル - マーシー・グレイブス - エリカ・ラットレル - ブルーノ・マンハイム - トレバー・デヴァル - ダブニー・ドノヴァン - トレバー・デヴァル |

## 映像ソフト
『デス・オブ・スーパーマン』
製品情報
2019年4月17日発売
品番 1000742413
JAN 4548967424102

特典映像
- 『レイン・オブ・ザ・スーパーメン』ダイジェスト
- 『Legion of Super Heroes』Season 2「Dark Victory Part 1」
- 『Legion of Super Heroes』Season 2「Dark Victory Part 2」